# Pá-nolí

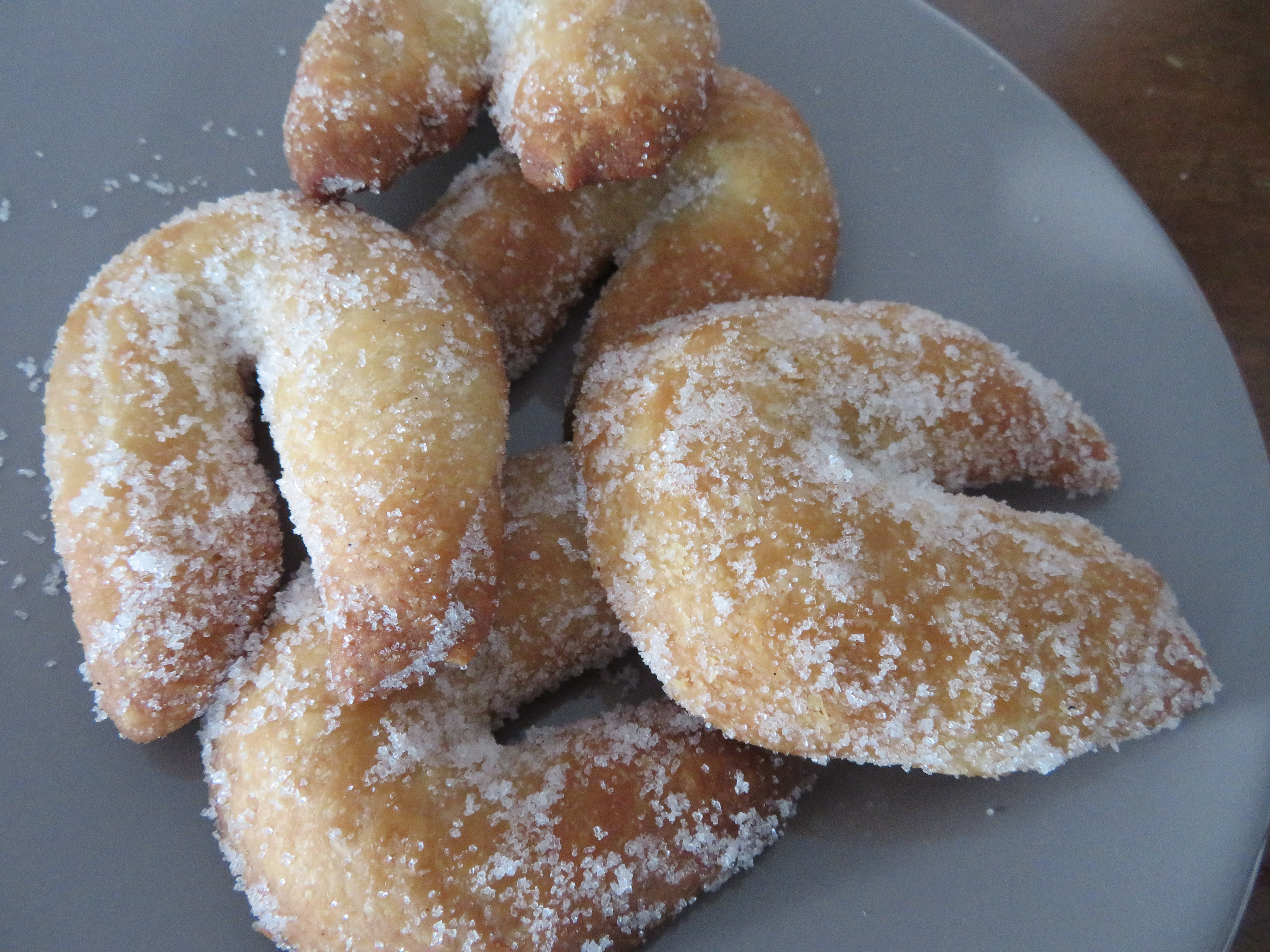
Ferradures de pasta de panoli (Benlloc).

El pá-nolí (en alguna ocasión escrito como panoli) se trata de una torta típica de la cocina castellonense (Comunidad Valenciana). La torta suele elaborarse de tal forma que en el centro de la misma se coloca cabello de ángel o dulce de boniato y se toma como un crêpe relleno. La denominación puede provenir del valenciano pa amb oli (pan con aceite).  Poseen diversas denominaciones a lo largo de la provincia de Castellón, dependiendo del relleno.
El término ‘panoli’ es un adjetivo que suele aplicarse para llamar así a las personas bobas, fáciles de engañar, que son excesivamente crédulas y/o muy confiadas. Se cree que el origen exacto de esta palabra viene de la expresión en lengua valencia «pa en oli» [pan con aceite] debido a que no hay nada más simple que un trozo de pan untado en aceite.
La mayoría de fuentes reclaman el origen del término como valenciano, ya que en dicha comunidad existe un bollo llamado «pa en oli». La propia Real Academia Española (RAE) reconoce el origen de panoli a su etimología valenciana en el diccionario e incluso podemos encontrar referencias al término en la obra valenciana Tirant lo Blanc, considerada como la primera novela caballeresca, publicada en 1490, y que fue escrita en lengua valenciana por el valenciano Joanot Martorell.

## Variantes
En diversas localidades de la provincia de Castellón se conocen con diversos nombres, por ejemplo: en Vilanova d'Alcolea y Morella se rellenan con dulce de boniato o calabaza y se denominan panoli o casquetes, en Pavías (en la comarca del Alto Palancia) se suelen 'pintar' con la clara del huevo y les llaman congretes, en las localidades de Benicàssim y Benicarló se emplea en lugar de agua la mistela (e incluso aguardiente) y les denominan coquetes, en la Plana Alta y l'Alcalatén se denominan prims i primes. 